# 30435 Слюсарев
30435 Слюсарев — невеликий темний астероїд зовнішнього поясу астероїдів, член групи Гільди, відкритий 9 червня 2000 року командою програми LONEOS на станції Андерсон Меса Ловеллівської обсерваторії у Флагстаффі (штат Аризона, США).
В червні 2023 року астероїд був названий на честь Івана Слюсарева, співробітника НДІ астрономії Харківського національного університету імені В. Н. Каразіна, відомого, зокрема, дослідженнями астероїдів групи Гільди і троянців Юпітера.